# Franco Volpi
Franco Volpi (* 4. Oktober 1952 in Vicenza; † 14. April 2009 ebenda) war ein italienischer Philosoph und Philosophiehistoriker.

## Leben
Franco Volpi war Professor für Philosophiegeschichte an der Universität Padua. Er hatte Gastprofessuren an den Universitäten Laval, Quebec (1999), Poitiers (1990), Nizza (1993) und Luzern  inne.
Sein Forschungsschwerpunkt war die Deutsche Philosophie. Er galt als Experte für die Werke von Arthur Schopenhauer und Martin Heidegger und schätzte den kolumbianischen Autor Nicolás Gómez Dávila, dessen Werke von Volpi in Europa und Lateinamerika bekannt gemacht wurden. Volpi war außerdem Herausgeber philosophischer Handbücher (1988 Lexikon der philosophischen Werke; 1999 Großes Werklexikon der Philosophie) und renommierter Übersetzer deutscher Philosophen, u. a. von Gadamer, Heidegger, Schopenhauer, Carl Schmitt, Ernst Jünger und Rosa Luxemburg. Er war Mitarbeiter der Zeitung „La Repubblica“ und Redaktionsmitglied der wissenschaftlichen Fachzeitschriften Philosophischer Literaturanzeiger, Brentano Studien, Husserl Studien, Les Études philosophiques, Internationale Zeitschrift für Philosophie, Iride, Filosofia politica und Informazione filosofica.
Volpi war – nicht nur wegen seiner reichen Übersetzungstätigkeit – über viele Jahre einer der wichtigsten Vermittler zwischen der deutsch- und der italienischsprachigen Philosophie. So lehrte Volpi mehrere Semester an der Universität Witten/Herdecke, war aktiv in wissenschaftlichen Austauschprogrammen der Alexander von Humboldt-Stiftung und des Deutschen Akademischen Austauschdiensts und wurde häufig zu Einzelvorträgen und auf Tagungen an deutschen und schweizerischen Universitäten eingeladen. 
Volpi starb an den Folgen eines Fahrradunfalls.

## Publikationen
- Heidegger e Brentano. L’aristotelismo e il problema dell’univocità dell’essere nella formazione filosofica del giovane Martin Heidegger, Cedam, Padova, 1976, pp. 144
- La rinascita della filosofia pratica in Germania, Francisci, Abano/Padova, 1980
- Filosofia pratica e scienza politica, Francisci, Abano/Padova, 1980, pp. 180 (mit Carlo Natali, Laura Iseppi, Claudio Pacchiani)
- Heidegger e Aristotele, Daphne, Padova, 1984, pp. 226
- mit Julian Nida-Rümelin: Lexikon der philosophischen Werke (= Kröners Taschenausgabe. Band 486). Kröner, Stuttgart 1988, ISBN 3-520-48601-6.
- Sulla fortuna del concetto di decadence nella cultura tedesca: Nietzsche e le sue fonti francesi, Il Mulino, Bologna, 1995
- Il nichilismo, Biblioteca Universale Laterza, Laterza, Roma-Bari, pp. IV-152
  - trad. port. O niilismo, Edições Loyola, São Paulo, 1999, pp. 163
- Guida a Heidegger, Laterza, Roma-Bari 1997, 19982, pp. XVI-387
- Hegel e i suoi critici, Laterza, Roma-Bari 1998
- als Hrsg.: Großes Werklexikon der Philosophie (Studium fundamentale der Universität Witten-Herdecke). 2 Bände. Kröner, Stuttgart 1999 (1766 Seiten).
- Dizionario delle opere filosofiche, Bruno Mondadori, Milano 2000, 1350 pp.
- Enciclopedía de obras de filosofía, 3 voll., Herder, Barcelona 2005
- als Hrsg.: Arthur Schopenhauer: Die Kunst, glücklich zu sein, Beck, München 2000
- Le prospettive della filosofia oggi, Laterza, Roma-Bari 2001, pp. VI-58
- Nachwort zu Nicolás Gómez Dávila, Escolios a un texto implícito, Villegas, Bogotá 2001, pp. 510
- Phenomenology as Possibility: The "Phenomenological" Appropriation of the History of Philosophy in the Young Heidegger, «Research in Phenomenology», 30, 2000, pp. 120-45
- Der Mensch zwischen Polis und Weltstaat. Fragen im Anschluß an Ernst Jünger, «Jünger-Strudien», 1, 2001, pp. 73–80
- Heidegger et la romanité philosophique, «Revue de Métaphysique et de Morale», 3, 2001, pp. 5–18
- Coscienza del tempo e temporalità della coscienza da Brentano a Husserl, «Magazzino di filosofia», 2, 4, 2001, pp. 45–71
- Che cosa significa «filosofia pratica»? Per una storia del concetto, «Paradigmi», 19, 2001, pp. 587-97
- Warum praktische Philosophie? Zum Problem der Sinnorientierung im Zeitalter der Technik, in: G. Figal, J. Grondin e D. J. Schmidt (Hrsg.): Hermeneutische Wege. Hans-Georg Gadamer zum Hundertsten, Mohr, Tübingen 2000, pp. 325-33
- Le fonti del problema dell'essere nel giovane Heidegger: Franz Brentano e Carl Braig, in: C. Esposito e P. Porro (a cura di), Heidegger e i medievali, Brepols, Turnhout 2001 («Quaestio» 1, 2001), pp. 39–52
- Praktische Philosophie, in «Der Neue Pauly», Bd. X, Metzler, Stuttgart 2001, coll. 260–272.
- Vernunft/Verstand: Kritik der Begriffe, in «Historisches Wörterbuch der Philosophie», vol. 11, Schwabe, Basel-Stuttgart 2001, pp. 833-38
- Technik, Humanismus und praktische Philosophie, in R. Benedikter (a cura di), Italienische Technikphilosophie für das 21. Jahrhundert, Frommann-Holzboog, Stuttgart 2002, pp. 83–102
- Der Rückgang auf die Griechen in den zwanziger Jahren. Eine hermeneutische Perspektive auf Aristoteles, Platon und die Vorsokratiker im Dienst der Seinsfrage. In: Dieter Thomä (Hrsg.): Heidegger-Handbuch, Metzler, Stuttgart 2003, ISBN 978-3476018045, pp. 26–36
- Heidegger und der Neoaristotelismus. In: Heidegger und Aristoteles, hrsg. von Alfred Denker, Günter Figal, Franco Volpi und Holger Zaborowski, Verlag Karl Alber, Freiburg im Breisgau 2007, pp. 221–236 (= Heidegger-Jahrbuch 3).